# Опон
Опо́н (исп. Río Opón) — река в Колумбии, правый приток Магдалены, протекает в департаменте Сантандер.
Начинается от слияния рек Арагуас и Карата на западных склонах гор Кордильера-де-лос-Кобардес.
Название реки индейского происхождения, его зафиксировала экспедиция конкистадора Гонсало Хименес де Кесада.
В ноябре 2016 река выходила из берегов, вызвав уничтожение фермерских хозяйств и размыв дорог.

## Экспедиция Кесады

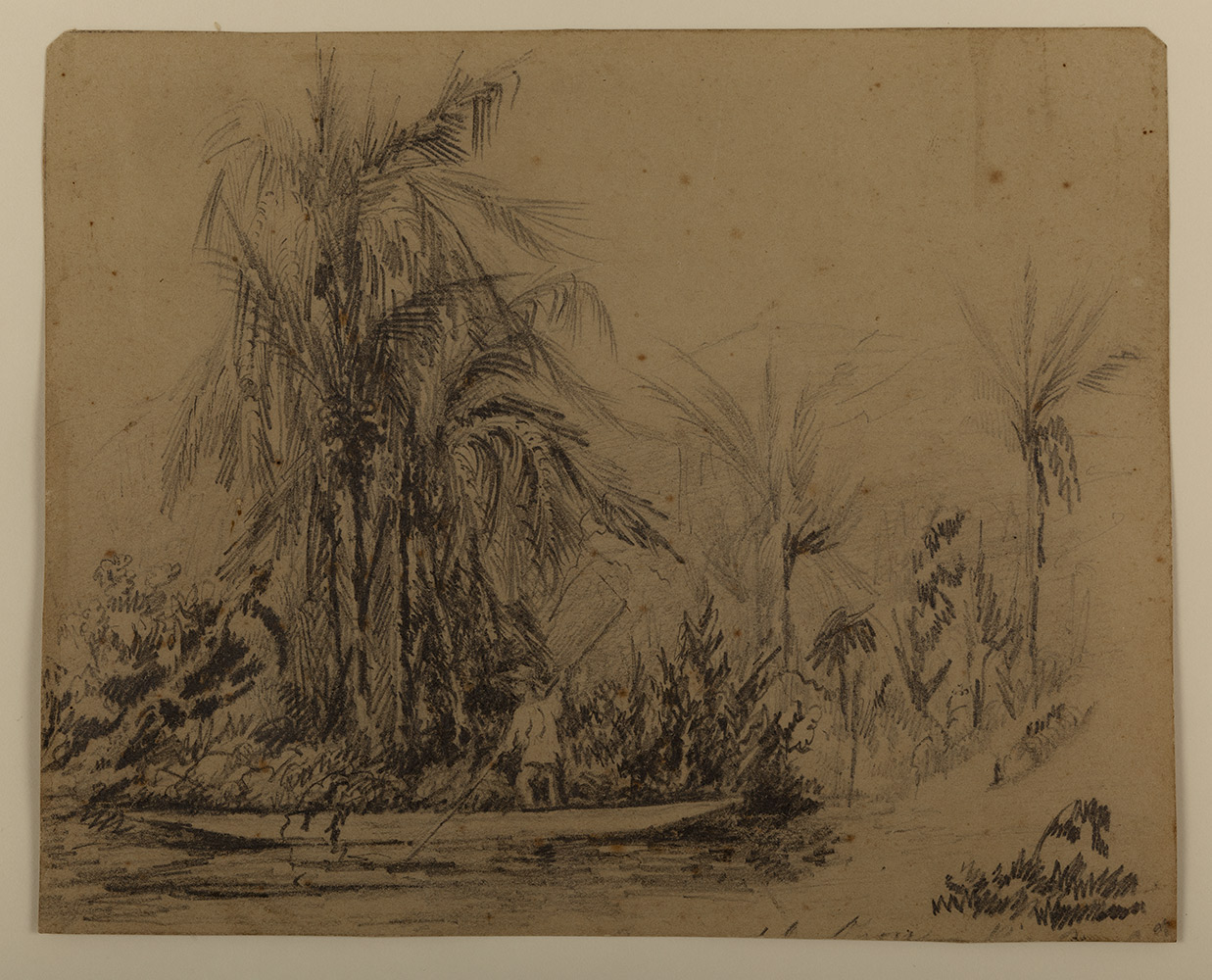
Генри Прайс. Плавание по реке Опон. 1852 год.

26 июля 1536 года пешая экспедиция Кесады добралась до точки встречи с кораблями на реке Магдалене, которые должны были подвезти провиант. Однако суда попали в шторм и были уничтожены. Кесада не знал об этом и долгое время ожидал помощи. Вдобавок к сезону тропических дождей у экспедиции закончился провиант, вскоре в лагере начался голод. Через два месяца пришли новые корабли с провиантом, экспедиция продолжила путь до устья Опона, где встала на лагерь в опустевшей деревне индейцев, убежавших от конкистадоров.
В деревне экспедиция провела три зимних месяца, восстанавливая силы на оставленном аборигенами маисе. С окончанием провианта в лагере вновь вспыхнул голод. На этот раз с тяжёлыми последствиями — ежедневно умирало по нескольку человек, тела которых сбрасывали в реку. Вскоре среди отряда вспыхнул бунт. Кесада, успокоив выживших, убедил их двигаться вверх по Опону. От захваченных индейцев он знал, что восточнее проживает богатое племя, добывающее соль. Слухи оказались правдивыми: экспедиция добралась до селения, где захватила языка. Пленный стал их проводником в горах. Наконец экспедиция достигла горного перевала, где им открылась картина густозаселённой долины. Один из выживших описывал это так: «Сто шестьдесят шесть христиан, изнурённых, оборванных, подлинных скелетов, увидели перед собой просторные долины, многочисленные селения, лёгкие дымки очагов и ниточки дорог…».